# 耿万青
耿万青（1912年—1995年6月16日），原名耿万庆，男，山西昔阳人，中华人民共和国政治人物，曾任贵州省人大常委会副主任，中共贵州省顾问委员会常委。